# Gustave Bémont
Gustave Bémont (Parigi, 1º aprile 1857 – Parigi, 28 ottobre 1932) è stato un chimico francese, noto soprattutto per aver scoperto, in collaborazione con Pierre e Marie Curie, gli elementi chimici radio e polonio, e per essere stato a capo del reparto di chimica presso l'ESPCI ParisTech.

## Biografia

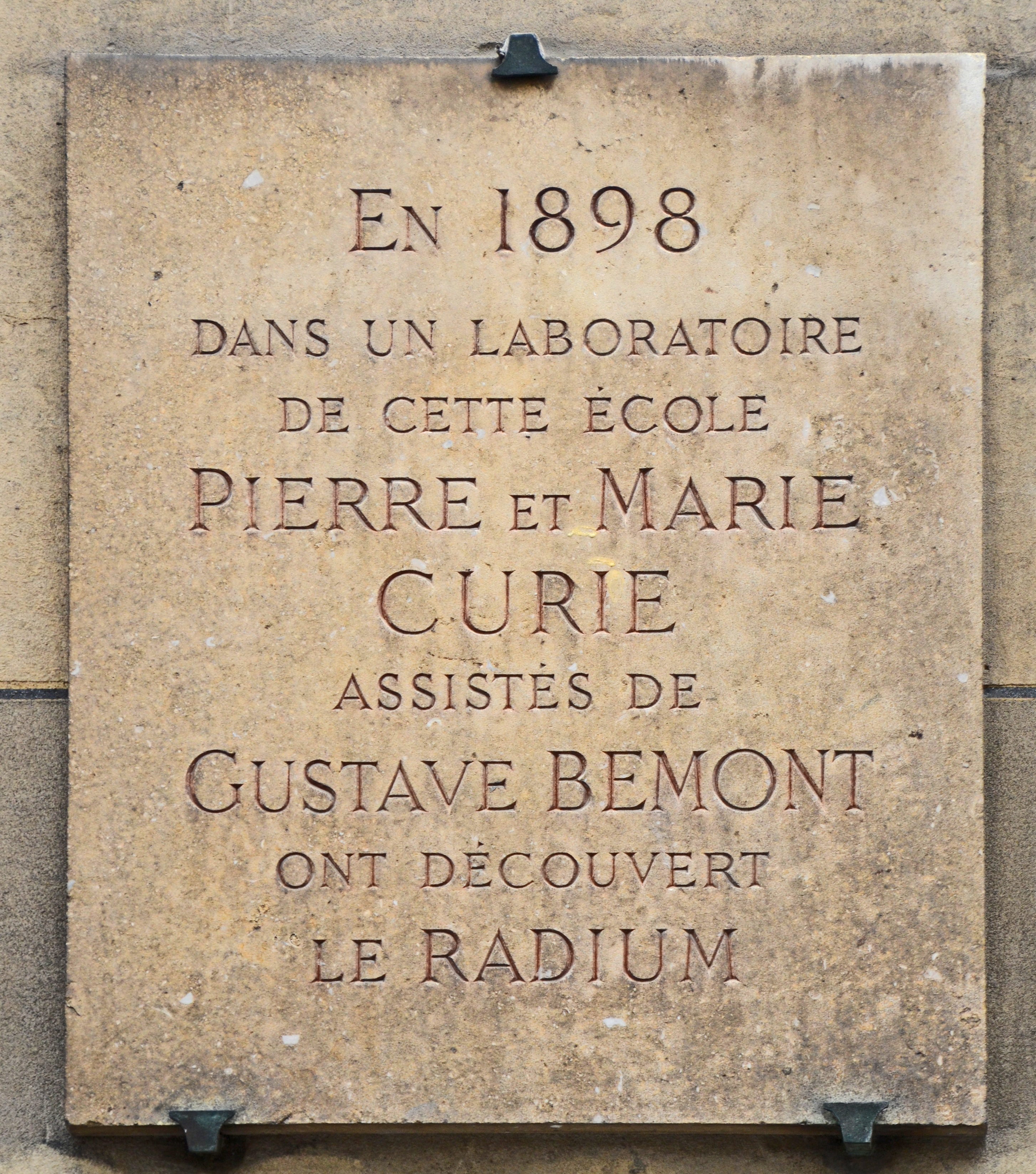
Targa commemorativa in rue Vauquelin, 10, a Parigi, sede del laboratorio dei Curie.

Lavorò alla fine del XIX secolo con Pierre e Marie Curie presso la scuola municipale di fisica industriale e chimica di Parigi come capo del reparto di chimica sulla radioattività, dove partecipò alla scoperta degli elementi radioattivi radio e polonio. Il 26 dicembre 1898, insieme ai coniugi Curie, pubblicò un articolo negli atti dell'Accademia delle Scienze "Su una nuova sostanza, altamente radioattiva, contenuta nella pecblenda".

## Riconoscimenti
- Alla sua morte nel 1932, Paul Langevin, Justin Dupont e Hippolyte Copaux tennero un discorso in suo omaggio.[6]
- Il suo personaggio appare nel film di Claude Pinoteau del 1997 Les Palmes de Monsieur Schutz, così come nell'omonima commedia, diretta da Jean-Noël Fenwick nel 1989.

## Opere
- (FR) Pierre Curie, Marie Curie e Gustave Bémont, Sur une nouvelle substance, fortement radioactive, contenue dans la pechblende, Parigi, 1898.